# Paris (profumo)
Paris è un profumo femminile della casa di moda Yves Saint Laurent Beauté, lanciato sul mercato nel 1983 ed ancora oggi in produzione.
Creato dal "naso" Sophia Grojsman della International Flavors and Fragrances, Paris è composto da un bouquet floreale, con note di testa di mimosa, geranio, biancospino e cassia, note di cuore di rosa, violetta e iris e note di fondo di sandalo, ambra e muschio, ed è classificato come B3F. La bottiglia di Paris, decorata da petali di rosa, era disegnata da Alain de Mourgues, mentre il particolare tappo dorato da Verrières Brosse. Paris voleva essere un omaggio di Yves Saint Laurent alla città di Parigi ed all'eleganza dei parigini.
Negli anni Paris è stato rilanciato più volte in numerose varianti, fra cui Paris Eau de Printemps (2002), Paris Premières Roses (2003), Paris Roses des Bois (2004), Paris Roses Enchantées (2005) e Paris Roses des Vergers Springtime (2006). Fra tutte queste fragranze, soltanto Paris Premieres Roses è stato orchestrato da Sophia Grojsman.